# Carl Henric Hallström

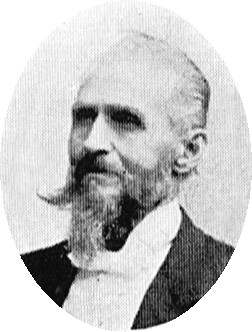
Carl Hallström.

Carl Henric Hallström, född 13 februari 1828 i Hallsbergs socken, död 2 juni 1901 i Stockholm, var en svensk storbyggmästare. Han uppförde omkring 200 större byggnader runtom i Sverige.

## Biografi
Hallström var på 1840-talet anställd hos arkitekt Karl Lundmark i Örebro vid renoveringen av Örebro kyrka samt vid uppförandet av Roloffska huset och Ekströmska huset 1846. Han arbetade som murare bland annat vid bygget av Örebro Teater och Kirsteinska huset i Stockholm. Mellan 1850 och 1856 genomgick han Kungliga Akademien för de fria konsterna i Stockholm och var därefter anställd hos generallöjtnant Johan af Kleen vid uppförandet av Nationalmuseum i Stockholm. I samband med detta bygge utförde han även sitt gesällstycke. 
År 1857 vann Hallström burskap som mur- och byggmästare i Gävle och blev Riddare av Vasaorden 1887. I februari 1896 godkändes han av byggnadsnämnden i Stockholm att som byggmästare vara verksam i huvudstaden. Hallström var med omkring 200 större utförda byggen en av Sveriges storbyggmästare. Bland stora projekt kan nämnas Karolinska institutets byggnader (1867–1869), Stockholms centralstation, tillsammans med Lars Magnus Elfling (1867–1871) och Uppsala universitets huvudbyggnad (1879–1887). För Hallström blev universitetshuset dock en ekonomisk katastrof. När arbetet var slutfört hade han förlorat omkring 610 000 kronor (motsvarar drygt 47 miljoner kronor år 2022) på projektet.

### Bilder, arbeten i urval

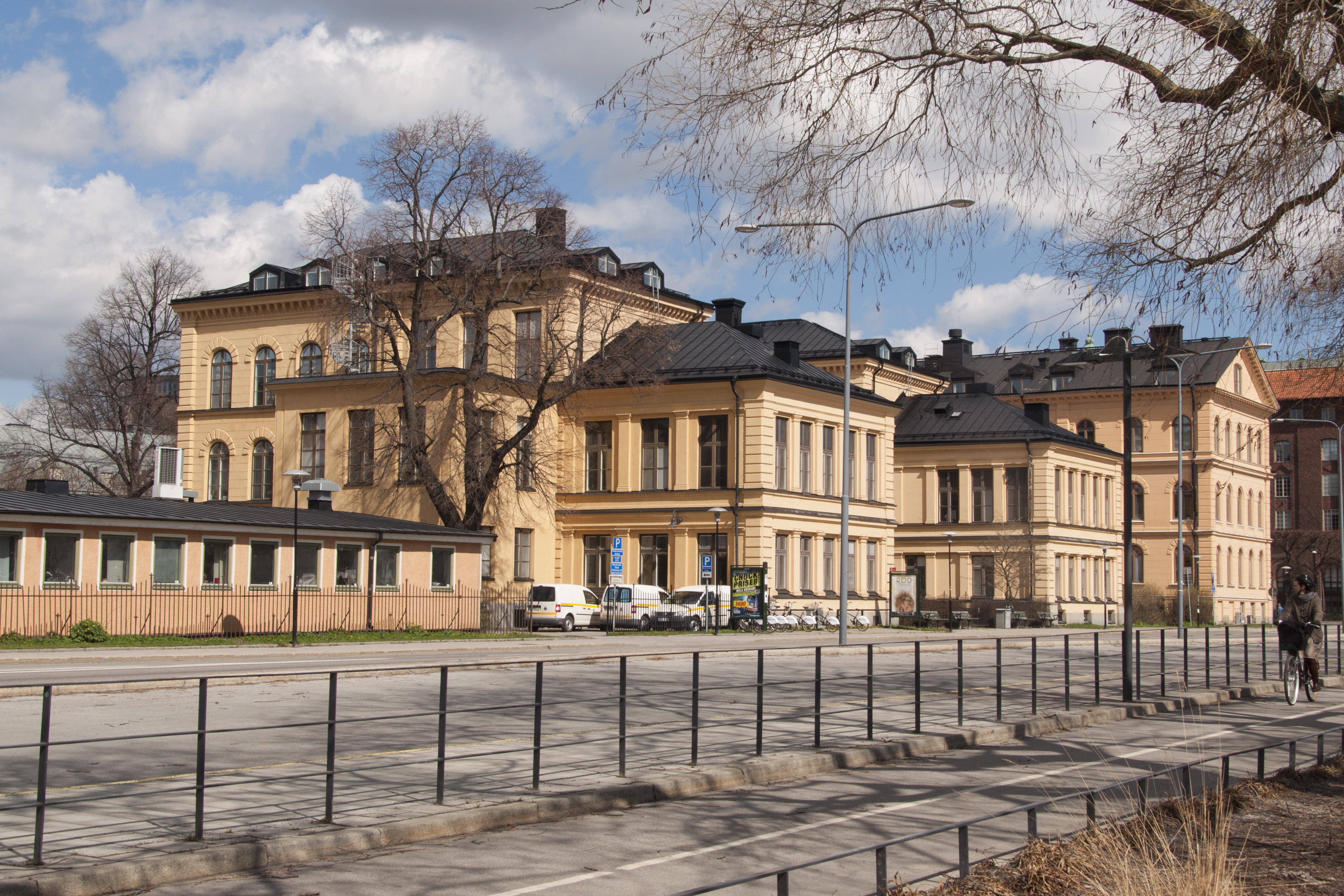
Karolinska institutets huvudbyggnad.
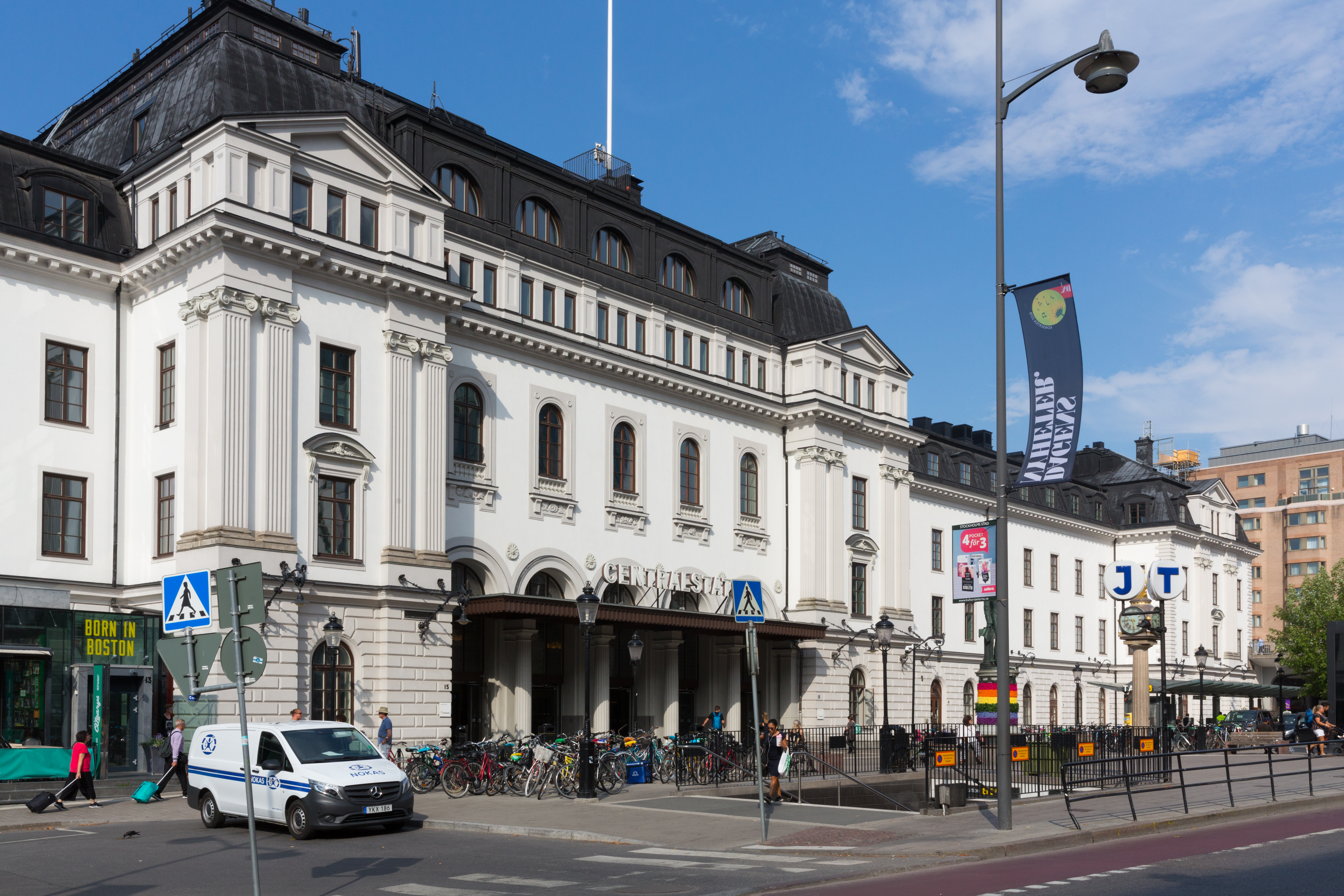
Stockholms centralstation.
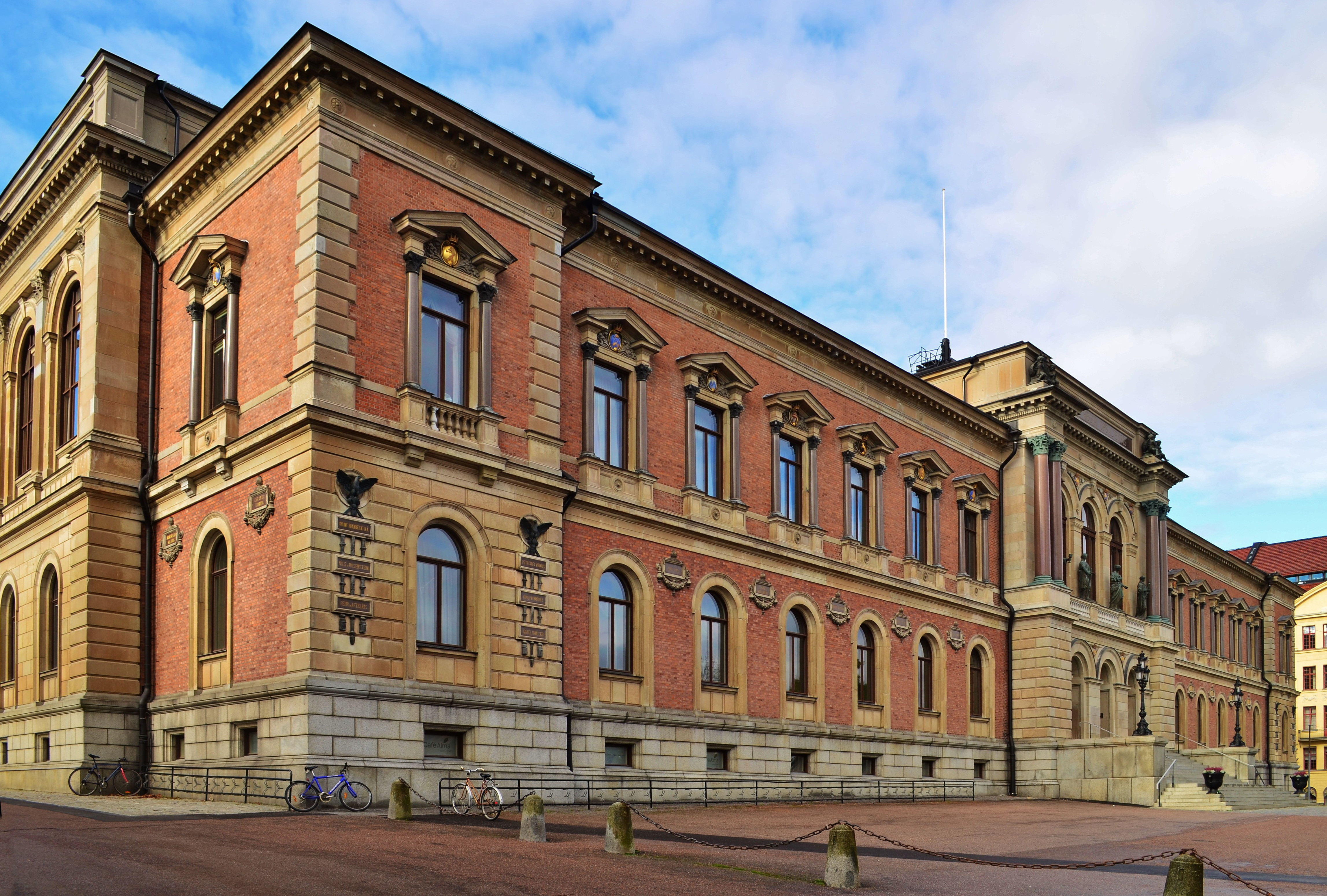
Universitetshuset, Uppsala.
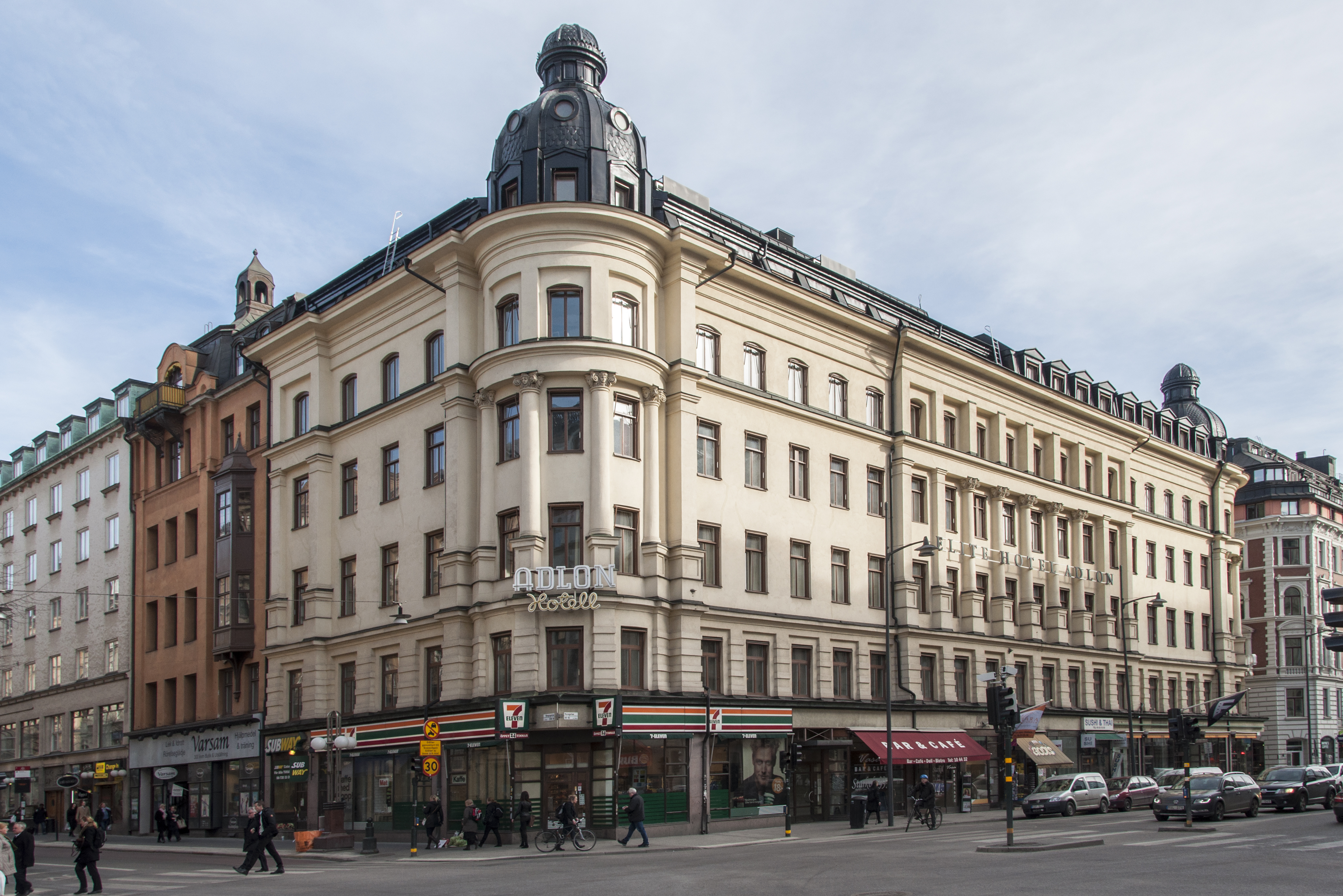
Flerbostadshuset Bocken 13, Kungsgatan 61 / Vasagatan 44.